# Shahrestān di Salas-e-Babajani
Lo shahrestān di Salas-e-Babajani (farsi شهرستان ثلاث باباجانی) è uno dei 14 shahrestān della provincia di Kermanshah, il capoluogo è Tazehabad. Lo shahrestān è suddiviso in 2 circoscrizioni (bakhsh): 
- Centrale (بخش مرکزی)
- Ozgoleh (بخش ازگله)